# 마크 클래튼버그
마크 클래튼버그(영어: Mark Clattenburg, 1975년 3월 13일 ~ )는 잉글랜드의 축구 심판이다. 현재 사우디아라비아 축구 연맹 소속 심판으로 활동한다. 프리미어리그, 더럼 카운티 잉글랜드 축구 협회, FIFA 소속 등에서 활동하였다.
2016 UEFA 챔피언스리그 결승전, UEFA 유로 2016 결승전 등 저명한 경기에서 많은 심판 경력이 있다.

## 심판 경력

### UEFA 유럽 축구 선수권 대회
UEFA 유로 2016
- 2016년 7월 10일:  포르투갈 -  프랑스 (결승전)